# Reflexividade

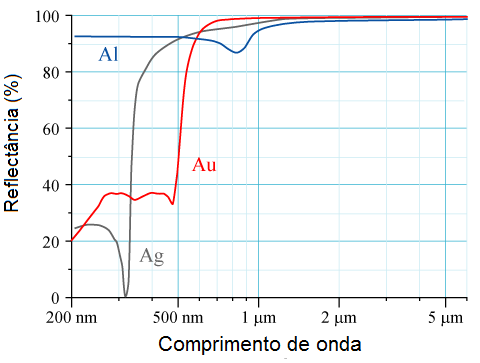
Curvas espectrais de reflectância do alumínio, prata e ouro com incidência normal.

Reflexividade é uma propriedade de objetos refletores espessos, calculada pela razão entre a energia eletromagnética refletida e a incidente. Determina-se pelo valor limite da reflectância (fração da energia eletromagnética incidente que é refletida numa superfície em contraste com o coeficiente de reflexão) quando o objeto refletor for suficientemente espesso. 
A generalização da reflexividade para uma rede de difração é chamada de eficiência de difração.
{\displaystyle R_{c}=E_{r}/E_{i}}

## Diferença entre reflectância e reflexividade
A reflectância é calculada pelo quadrado da magnitude do coeficiente de reflexão, podendo esse ser expresso por um número complexo, como determinado pelas equações de Fresnel para uma camada única, ao passo que a reflexividade é sempre expressa por um número real positivo.
Segundo a CIE (Comissão Internacional de Iluminação), a reflexividade difere da reflectância no sentido de ser um valor aplicado a objetos refletores espessos, enquanto que a reflectância varia conforme a espessura do objeto, devido à reflexão interna. Ou seja, a reflectância é a fração de energia eletromagnética refletida por uma determinada amostra e a reflectividade é uma propriedade do material.

## Tipos de superfície

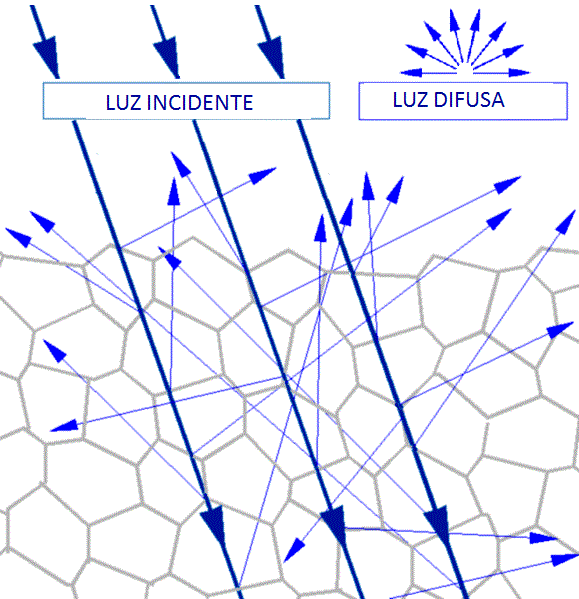
Mecanismo geral da dispersão em superfícies sólidas

As superfícies podem ser divididas em dois tipos, de acordo com sua reflexão: especular e difusa. Porém a maioria dos objetos possui um equilíbrio de propriedades.

### Superfícies com reflexão especular
As superfícies desse tipo possuem sua reflexividade próxima a zero em todos os ângulos, exceto o próprio ângulo de reflexividade, ou seja, a radiação refletida só percorrerá a mesma trajetória da radiação incidente apenas se a incidência for ortogonal.
Exemplos: vidro, metal polido, espelho.

### Superfícies com reflexão difusa
As superfícies desse tipo possuem reflexividade uniforme, ou seja, a radiação é refletida quase que igualmente para todos os ângulos de emissão. 
Exemplo: superfície pintada com tinta branca fosca.

## Reflexividade da água
A reflexão ocorre quando a luz atravessa meios com índice de refração diferentes. A reflexão especular da água é calculada utilizando as equações de Fresnel. Visto que a reflexão de Fresnel é direcional, não há uma contribuição significativa para o albedo, que é a reflexão difusa.
Outro fator que dificulta a quantização da reflexividade de uma superfície aquosa é a possível existência de ondas.

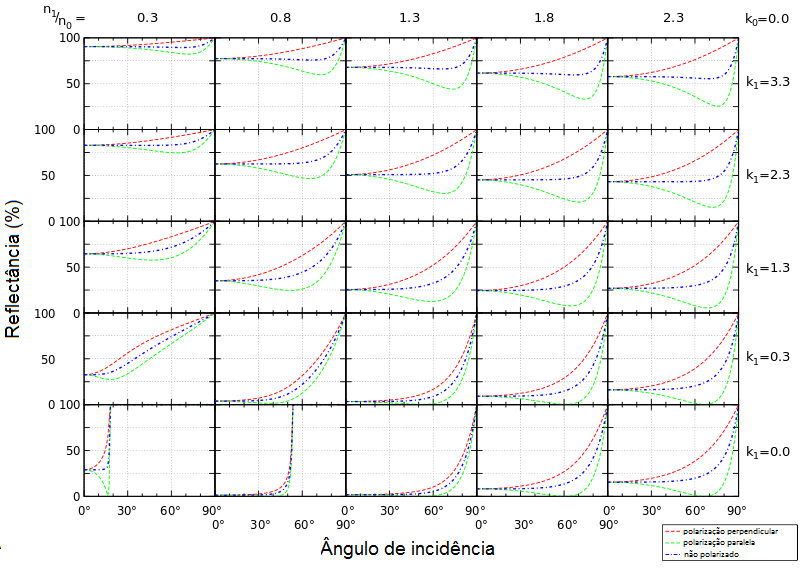
Coeficientes de reflexão de fresnel de uma superfície limite entre o ar e um material variável na dependência do índice refractivo complexo e o ângulo de incidência

## Reflexividade em raios X
Raios X também são refletidos por certos materiais e o fenômeno é utilizado em interferometria para analisar a estrutura de filmes finos e depósitos de camadas múltiplas em física e química. É uma ideia complementar a elipsometria. A ideia é medir a reflexão especular de Raios X em uma superfície e ver qualquer desvio a partir dos coeficientes de Fresnel. Ele foi desenvolvido pelo professor Lyman G. Parratt, da Universidade de Cornell, nos Estados Unidos e publicado em um artigo na Physical Review em 1954. Quando a superfície não é perfeitamente lisa e em vez disso tem uma densidade de elétrons dada por {\displaystyle \rho _{e}(z)}, a reflectividade pode ser aproximada por:
{\displaystyle R(Q)/R_{F}(Q)=\left|{\frac {1}{\rho _{\infty }}}{\int \limits _{-\infty }^{\infty }{e^{iQz}\left({\frac {d\rho _{e}}{dz}}\right)dz}}\right|^{2}}
onde 
- {\displaystyle R(Q)/R_{F}(Q)} é a reflectividade
- {\displaystyle Q=4\pi \sin(\theta )/\lambda }
- {\displaystyle \lambda }  é o comprimento de onda de raios X
- {\displaystyle \rho _{\infty }} é a densidade de elétrons do material
- {\displaystyle \theta } é o ângulo de incidência

## Relações com outras propriedades
Os coeficientes de absorção (α), transmissibilidade (τ) e dissipação (δ) podem ser relacionados com a reflexividade (ϱ) através das seguintes equações:
1. {\displaystyle \varrho +\alpha =1}
2. {\displaystyle \alpha =\tau +\delta \,}
3. {\displaystyle \varrho +\tau +\delta =1}

## Aplicações
A reflexividade é um conceito importante nos campos de estudo da ótica, energia heliotérmica e radar.